# Prozessionstanz
Als Prozessionstanz werden Tänze bezeichnet, bei denen die Tänzer in einer Prozession von einem Ort zu einem Anderen tanzen. 
Prozessionstänze sind zum Beispiel Hochzeittänze, wo sich das frisch vermählte Brautpaar von der Kirche bis zum Festgelände tanzend bewegten.
Auch in der Religion sind Prozessionstänze bekannt, wie die Echternacher Springprozession.
Auf einer reinen Tanzveranstaltung schließt sich die Prozession zu einem Kreis.
Prozessionstänze sind unter anderem:
- Polonaise
- Gavotte d'honneur
- Gavotte de Lannilis